# Ďurkov
Ďurkov (Hongaars: Györke) is een Slowaakse gemeente in de regio Košice. Ze maakt deel uit van het district (Slowaaks: okres) Košice-okolie. De plaats telt 1.687 inwoners.

## Ligging
De gemeente is gesitueerd aan de voet van de berg Bogota (856 meter), op een afstand van ongeveer 19 kilometer ten oosten van Kosice. Het centrum ligt op een hoogte van 264 meter.

## Waterlopen
In de vallei van Oľšava ligt het oord uitgespreid over matig bergachtige velden en weiden, met een oppervlakte van bijna 10 km². Aan de westelijke kant van het dorp stroomt de rivier Oľšava (Hongaars: Ósva) en in het noorden vloeit de Svinicky.

## Geschiedenis

### Middeleeuwen
De nederzetting werd voor het eerst vermeld in 1312, toen nabij het dorp de Slag van Rozhanovce plaats vond. In 1323 noemde men het landgoed Gurke, dit is een oudere vorm van de eigennaam Georges. Nadien evolueerde de naam naar Györke: dit is de huidige Hongaarse benaming voor het dorp. Reeds in 1332 vermelde het pauselijke tiendenregister de dorpskerk evenals een priester, genaamd: Saul.
Ruim een halve eeuw later, in 1397 schonk keizer Sigismund het landgoed aan de familie Perényi, en nog eens dertig jaar verder in de tijd, anno 1427, was de plek eigendom van de familie Ruszkai.
In het jaar 1636 leefden en werkten er op het domein 36 horige families.
Op 26 oktober 1672 werd in Ďurkov de zogenaamde Slag bij Györke gevochten: een beslissend gevecht tussen de Hongaarse Kuruc-opstandelingen en het regeringsleger van de Habsburgse monarchie. De rebellerende strijders leden er een zware nederlaag.

### 18e & 19e eeuw
Bij het begin van de 18e eeuw nam de bevolking sterk af: in 1715 waren er nog slechts 7 horige families.
Aan het einde van de 18e eeuw schreef András Vályi: « Györke. Een Hongaars dorp nabij de welvarende stad Košice ».
Volgens Fényes Elek waren er in 1851, in Ďurkov 230 calvinisten, 150 katholieken, 40 joden en 10 volgelingen van de Evangelische Kerk.
Samov Borovszky schreef: « Als we vanuit Olšovany naar het oosten gaan, voorbij de Ósva-rivier, bereiken we het dorp Györke. De protestantse kerk werd gebouwd in de tijd van de Árpáds, maar alleen de voorkant en de ronde muur met de overdekte veranda zijn in de oorspronkelijke staat gebleven. De toren, die in 1875 wegens verbouwing gesloopt werd, was een van de meest interessante houten torens, met een open balkon dat op houten pijlers rustte. De klok werd in 1638 gegoten mits smelting van drie oudere klokken ».

### 20e eeuw
Tot het einde van de Eerste Wereldoorlog, maakte Ďurkov deel uit van het district Füzér, in het comitaat Abaúj-Torna van het koninkrijk Hongarije. Door de ondertekening van het Verdrag van Trianon op 4 juni 1920, werd de gemeente ingedeeld bij Tsjecho-Slowakije.
Doordat in de tekst van de Eerste Arbitrage van Wenen (2 november 1938), de bepaling werd opgenomen, dat de gemeenschappen met een Hongaars sprekende meerderheid, ipso facto tot Hongarije behoorden, ging de gemeente Ďurkov -van 1938 tot 1945- opnieuw over naar Hongarije.
Tijdens de Tweede Wereldoorlog werden -in 1944- de joodse landgenoten gedeporteerd voor uitroeiing.
Na het einde van die oorlog werd Ďurkov opnieuw ingedeeld bij Tsjecho-Slowakije. Op 1 januari 1993, bij de splitsing van dit land in Tsjechië en Slowakije, kwam Ďurkov onder Slowaaks bestuur.

## Bevolking
- Anno 1565 bestond het landgoed uit 44 percelen en leefden er ongeveer 285 personen.
- In 1598 stonden er 66 huizen in het dorp dat toentertijd in het bezit was van de landeigenaar Báthories. De bevolking was gemengd: Hongaars en Slowaaks sprekend.
- In 1773 was het Hongaarse aandeel geslonken tot een minderheid.
- In 1828 stonden er 77 huizen met 546 bewoners.
- In 1880 waren er 637 inwoners, waarvan 369 het Hongaars als moedertaal hadden, en 234 het Slowaaks.
- Bij de eeuwwisseling in het jaar 1900 woonden er 623 mensen: 403 Hongaars sprekend en 169 Slowaaks.
- In 1910 bemerkte men een verandering in het taalgebruik: toen woonden er 689 mensen, waarvan er 330 Hongaars spraken en 293 Slowaaks.
- Na de Eerste Wereldoorlog, in 1921, was de toestand nog vergelijkbaar: van de 667 inwoners waren er 315 Hongaren en 262 Tsjechoslowaken.
- Vanaf 1930 was er een duidelijke kentering merkbaar: van de 775 inwoners waren er nog slecht 45 Hongaren en 610 Tsjechoslowaken.
- Tijdens de Tweede Wereldoorlog, in 1941, bestond de bevolking uit 906 personen, waarvan 817 Hongaren en 86 Slowaken.
- In 1991 waren de verhoudingen omgekeerd: 1232 ingezetenen waaronder ternauwernood 25 Hongaren en 878 Slowaken.
- In 2011 telde men 1692 inwoners: 1461 Slowaken, 92 Roma en 15 Hongaren.

## Bezienswaardigheden
- De protestantse kerk: in 1912 bijna volledig herbouwd. Oorspronkelijk een laatgotisch gebouw met één beuk overdekt met een tongewelf en eindigend in een veelhoekige sluiting. De toren, versterkt met steunberen en afgewerkt met een kroonlijst en een piramidale spits, dateert van de 16e eeuw. Het licht dringt binnen door ramen die eindigen in een halve cirkel.
- Herenhuis van Endre Rakovského: een laatbarok gebouw uit de tweede helft van de 18e eeuw. Het bouwwerk onderging veranderingen in de 19e eeuw. In de achtervleugel van het huis is er een uit hout opgetrokken veranda met elementen van de art nouveau. De gevels van het landhuis zijn verfraaid met kaders en reliëfdruk boven de vensters.
- Monument voor de slachtoffers van de Eerste Wereldoorlog: sculptuur uit 1918.

## Openbaar vervoer

### Trein
Ďurkov heeft geen eigen spoorwegstation. Voor verplaatsingen per trein zijn onder meer beschikbaar:
1. op een afstand van ± 5 kilometer: station Ruskov. Van hieruit zijn er regelmatige verbindingen op de lijn Čierna nad Tisou-Košice.
2. op een afstand van ± 19 kilometer: station Košice (Zelezničná stanica Košice). Dit knooppunt ligt aan het Stationsplein « Staničné námestie » in de stad Košice. Er zijn een groot aantal aansluitingen voorhanden, zowel in binnenlands- als in internationaal verkeer.

### Autobus
Een autobus verzekert enkele malen per dag de verbinding Ďurkov-Košice, in beide richtingen. Het busstation van Košice ligt aan het Stationsplein, vlak bij het spoorwegstation.